# みずほ証券
みずほ証券株式会社（みずほしょうけん、英: Mizuho Securities Co., Ltd.）は、東京都千代田区大手町に本社を置く、みずほフィナンシャルグループ（MHFG）傘下の証券会社。

## 概要
日本興業銀行、富士銀行、第一勧業銀行が合併し、みずほ銀行となった。
それまで、各銀行の証券アドバイザリーは、日本興業銀行が主幹事証券の山一證券、富士銀行が主幹事証券の山一證券、第一勧業銀行が主幹事証券の野村證券が務めた。
みずほ証券構想は、当初実績のある山一證券が母体に最適と思われたが、四大証券、準大手等13社による損失補填、総会屋問題や、山一證券の自主廃業で見直し。その後、各銀行出資先の準大手、中小証券を合併させる方向で調整された。
各銀行100%子会社で法人業務専業の（旧）みずほ証券（興銀証券、富士証券、第一勧業証券）と、日本興業銀行が株式を保有するリテールの新光証券（新日本、和光：本社を八重洲旧山一證券本社）を合併させ、総合証券会社となった。その後、第一勧業銀行出資のリテールみずほインベスターズ証券を合併した（富士銀行は、山一證券が個人部門をフルカバーしていた）。
国策銀行の日本興業銀行、かつての都市銀行1位で東京都の指定金融機関である富士銀行の関係から、多くが山一證券主幹事先であり、膨大な山一證券主幹事先を現在も多くの山一證券社員が加わり、各部で指導役として引受けの強いみずほ証券として現在に至っている。
現在は、野村證券（野村HD）、大和証券（大和証券グループ本社）、SMBC日興証券（SMFG）、三菱UFJモルガン・スタンレー証券（MUFG）とともに、日本の大手5社の1角、引受業務に強く。学生の就職人気証券となっている。

### （旧）みずほ証券
銀行の100％子会社であった興銀証券（日本興業銀行系）、富士証券（富士銀行系）、第一勧業証券（第一勧業銀行系）をいう。2000年9月29日銀行持株会社であるみずほホールディングス（後のみずほフィナンシャルストラテジー、現・みずほオフィスマネジメント）の株式移転設立経営統合により、3社は2000年10月1日に興銀証券を存続会社として合併、「（旧）みずほ証券株式会社」として発足。みずほコーポレート銀行が、農中証券の営業譲渡を受け、農林中央金庫も株主となった。

### （新）みずほ証券
2007年1月10日、（旧）みずほ証券（銀行100%子会社）と、銀行から出資を受けた新光証券が合併し、2009年5月7日総合証券（新）みずほ証券が発足。当初新光側の力不足が指摘された。
2011年9月1日、みずほコーポレート銀行（みずほCBK）の完全子会社となった（みずほFG株を交付する形式の株式交換）2011年9月6日に農林中金がみずほ証券の株式5.34%を再取得。みずほインベスターズ証券（みずほISEC）を2013年1月4日に合併。

## 業務展開

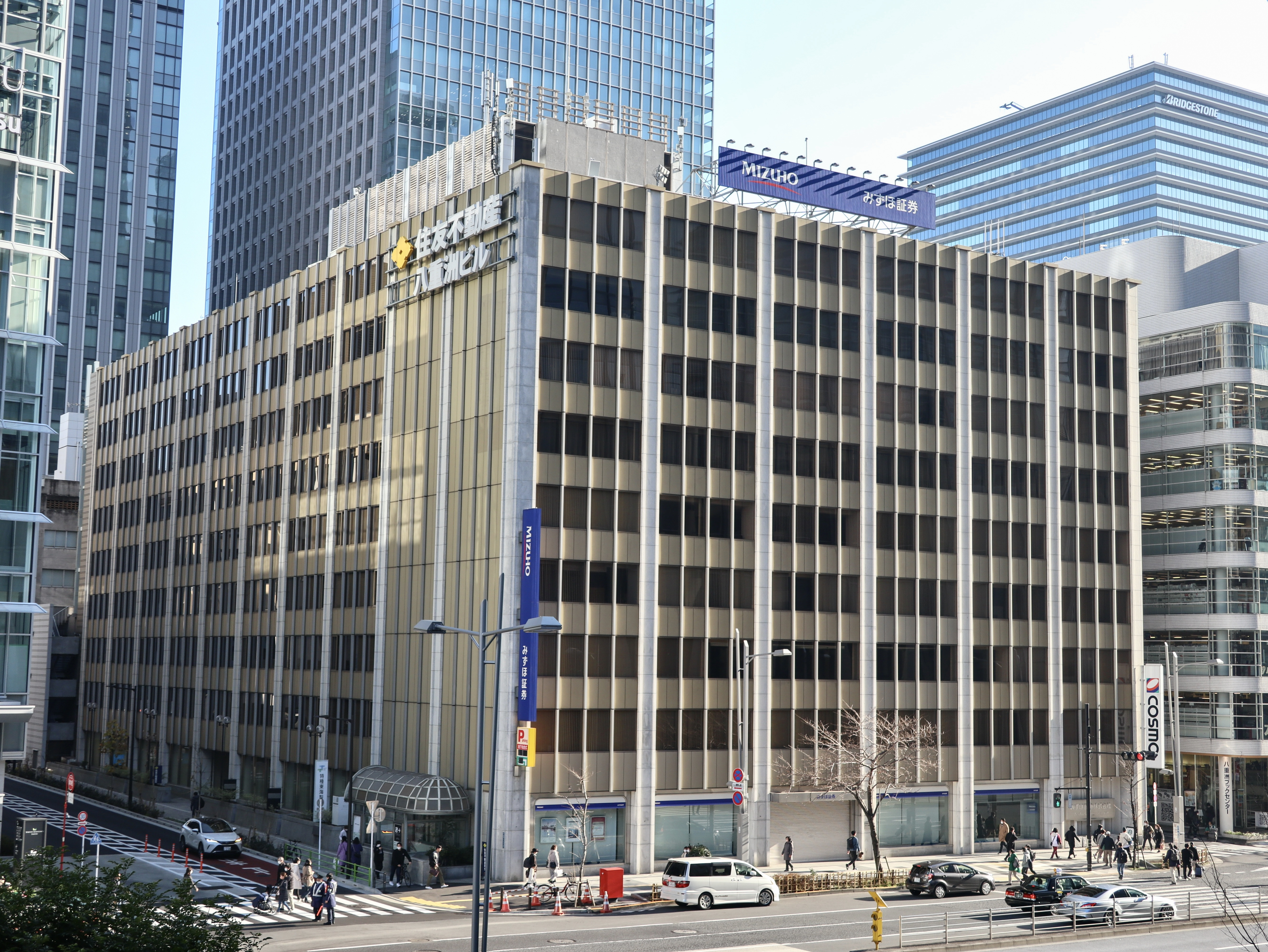
旧八重洲本店（本店営業第一部）

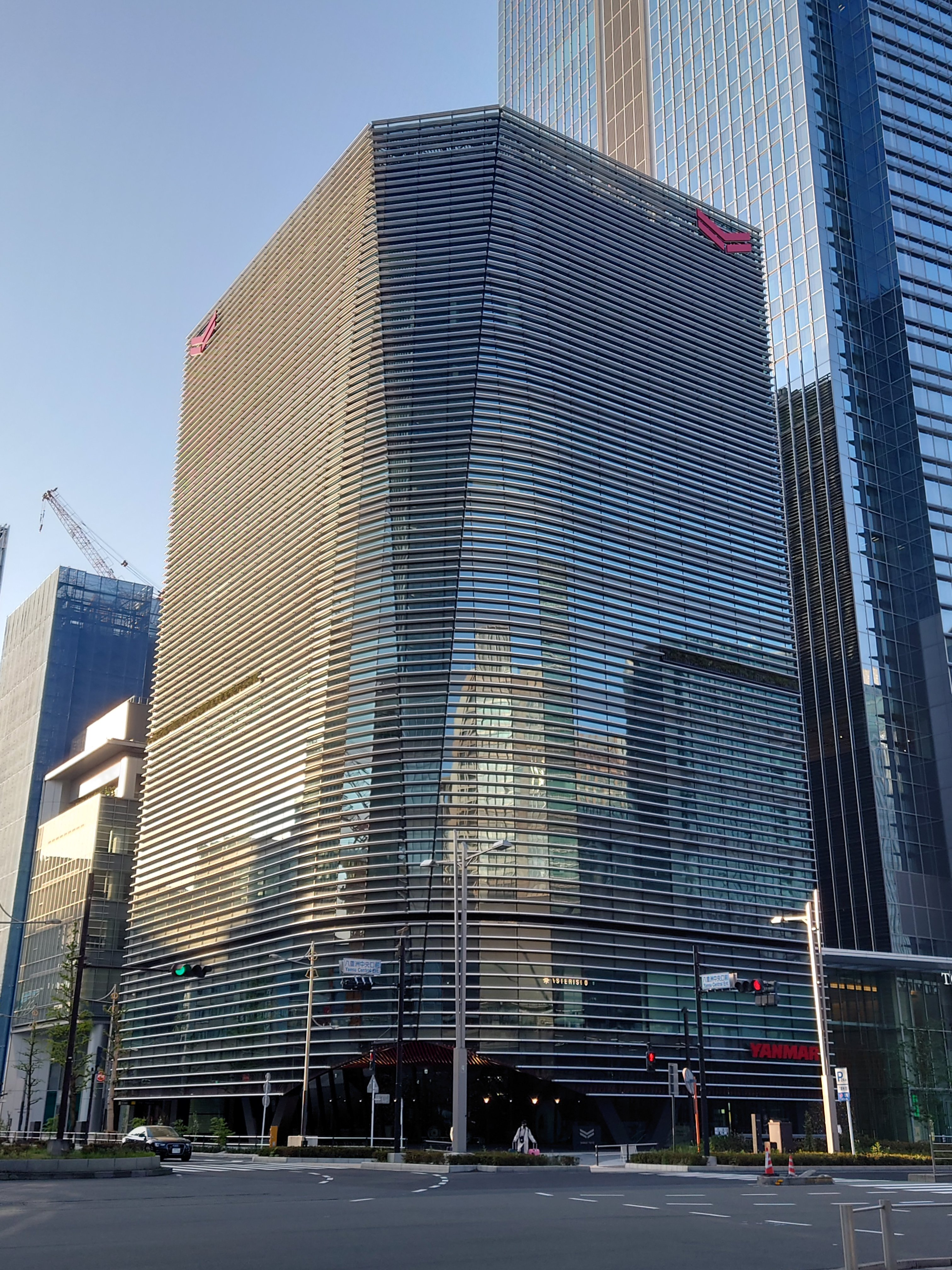
現八重洲本店（本店営業第一部）

銀行子会社のみずほ証券は、社債市場において、主幹事関与額で野村證券（野村ホールディングス）、大和証券（大和証券グループ本社）、SMBC日興証券（SMFG系）、三菱UFJモルガン・スタンレー証券（MUFG系）と並ぶ。特にサムライ債（外国企業が円建てで発行する社債）市場において、高シェアである。
このほか資産担保証券ブックランナー、M&Aアドバイザリー案件数、純銀行系証券会社としては比較的高い実績がある。

### 海外
米国現地法人である米国みずほ証券は、日本の証券会社としては野村證券・大和証券・三菱UFJモルガン・スタンレー証券と並んで、米国財務省から国債市場特別参加者（Primary Dealer）に指定されている。
香港には子会社であるみずほセキュリティーズアジアが置かれており、北京、上海に駐在員事務所を設置して中国市場に進出する。このほか、ヨーロッパには英国ロンドンに「みずほインターナショナル」、スイスには「スイスみずほ銀行」が現地法人として置かれている。
また中国では、人工知能（AI）を使った株式アルゴリズム取引を研究する北京大学と2018年に提携した。 

### 提携関係
前述のとおり、2004年に農林中央金庫傘下である農中証券を譲り受け、その後さらに第三者割当増資を行った。このため農協系金融機関へのサービス提供も行っている。また同年には、証券部門の脆弱なりそな銀行とメガバンクの枠を超えてM&A業務に関する提携を結んだほか、UBS証券ともM&Aで提携を結んでいる。さらに、証券会社としてはマネックス証券、シティグループ、楽天証券ホールディングスとも連携している。

## 沿革

### （旧）みずほ証券
- 1993年（平成5年）
  - 7月2日 - 興銀証券株式会社設立。日本興業銀行の100%出資による。
  - 7月2日 - 農中証券株式会社設立。農林中央金庫の子会社。
- 1994年（平成6年）
  - 10月19日 - 第一勧業証券株式会社設立。
  - 10月19日 - 富士証券株式会社設立。
- 2000年（平成12年）10月1日 - 第一勧業証券ならびに富士証券を合併し、（旧）みずほ証券株式会社に商号変更（初営業日は翌2日）。
- 2002年（平成14年）4月1日 - みずほフィナンシャルグループの分割併合に伴い、みずほホールディングスの子会社となる。
- 2003年（平成15年）3月1日 - みずほフィナンシャルグループの事業再編に伴い、みずほコーポレート銀行の子会社となる。
- 2004年（平成16年）
  - 3月15日 - 農中証券の営業の全部について営業譲渡を受ける。
  - 9月29日 - 農林中央金庫を割当先とする第三者割当増資を実施。
- 2005年（平成17年）
  - 5月 - 関西営業部を新設。
  - 12月8日 - ジェイコム（現・ライク）株式の上場初日において誤発注により、いわゆるジェイコム株大量誤発注事件を起こした[6]。
- 2007年（平成19年）
  - 1月10日 - 新光証券との合併を発表。
  - 10月26日 - みずほコーポレート銀行から入手した顧客情報を取引の勧誘に流用したとして、金融庁から業務改善命令を受ける[注釈 4][7]。
  - 11月14日 - 新光証券との合併比率を見直すため、2008年1月1日の合併期日を同年5月7日に延期すると発表。
- 2008年（平成20年）3月21日 - 新光証券との合併予定を2009年5月7日に再度延期の発表。
- 2009年（平成21年）5月7日 - 新光証券株式会社に吸収合併され、解散。

### （現）みずほ証券
- 1917年（大正6年）7月16日 - 大阪商事株式会社設立。
以後、（旧）みずほ証券との合併までの沿革は新光証券を参照
- 2009年（平成21年）5月7日 - （旧）みずほ証券株式会社を合併し、みずほ証券株式会社に商号変更、本社を（旧）みずほ証券の本店所在地に移転。本店営業部は、従来通りの位置に存続。
- 2011年（平成23年）
8月29日 - みずほコーポレート銀行の完全子会社化に伴い、上場廃止。
9月1日 - みずほコーポレート銀行との間で、みずほFG株式を交付する形式の株式交換（三角株式交換）方式により、みずほ証券を完全子会社化。
9月6日 - 農林中金との業務提携強化・資本継続の契約に基づき、みずほコーポレート銀行がみずほ証券の株式5.34%を農林中金に譲渡。
- 2013年（平成25年）
1月4日 - みずほインベスターズ証券を吸収合併。合併に伴い、本店営業部を八重洲本店営業部に改称。ISECの本店は、日本橋本店とし、同本店営業第一部及び本店営業第二部は、日本橋本店営業第一部及び日本橋本店営業第二部とした。
11月5日 - プラネットブース東京中央を大手町タワーに移転。
- 2014年（平成26年）
4月28日 - 八重洲本店営業部を本店営業第一部に改称。併せて、日本橋本店営業第一部を八重洲本店に移転して本店営業第二部に改称、日本橋本店営業第二部をみずほ銀行兜町支店入居ビルに移転し、兜町支店に改称。これにより、蛎殻町の旧ISEC本店から拠点を撤退。
5月2日 - プラネットブース丸の内中央を廃止。母店の本店営業第一部ではなく、同第二部が継承。
10月31日 - プラネットブース丸之内を廃止。母店の本店営業第二部が継承。
12月1日 - 農林中央金庫の主に個人向け対象の投資信託取引の一部を継承。
- 2015年（平成27年）
4月6日 - 大阪支店（旧新光→SC）と大阪西支店（旧ISEC）の組織を再編し、当社大阪支店の位置に大阪営業第一部・第二部を、当社関西支社（旧SCのホールセール拠点）の位置に大阪法人部・大阪企業金融部をそれぞれ設置。リテールの利便性を確保すべく、当社大阪西支店が所在するみずほ銀行堂島支店入居ビルにはプラネットブース堂島を設置。
4月27日 - 新宿支店（旧新光→SC）の組織再編に伴って同支店を新宿営業第一部とし、同一地に新宿営業第二部を新設。
- 2020年（令和2年）
6月22日 - 新宿営業第一部と新宿営業第二部を統合し、新宿支店とする。
8月25日 - 構造計画研究所株の取引で誤発注があった。
12月14日 - 池袋支店と池袋西口支店を統合し、池袋支店とする。
- 2023年（令和5年）
3月6日 - 八重洲本店（及び本店営業第一部・本店営業第二部）を住友不動産八重洲ビルからYANMAR TOKYO10F及び11Fに移転。